# Цветна слепота
Цветна слепота или дисхроматопсия е дефект на човешкото зрение, който се изразява в неспособността да се разграничават определени или всички цветове.
Понякога на български като синоним се използва думата далтонизъм, въпреки че всъщност терминът означава точно определен вид цветна слепота – деутеранопия. Терминът произлиза от името на английския химик Джон Далтон, който сам страда от това зрително нарушение и първи го описва. Далтонизмът е частен случай на цветната слепота по отношение на зеления цвят.
Цветната слепота може да бъде вродена или придобита: при различни заболявания на зрителния нерв и особено атрофията му. Вродената цветна слепота е нелечима.
Също така тя може да е пълна или частична.
- При пълната цветна слепота, още известна като монохроматизъм или ахроматопсия, всички цветове се възприемат като нюанси на сивото. Това нарушение е изключително рядко срещано. При ахромазията (албинизъм) също липсва цветно зрение, но се наблюдават и други оплаквания като ниска острота на зрението и повишена чувствителност към светлина.[3]
- Частичната цветна слепота (още дихроматизъм) се изразява в неспособност да се различи един от трите основни цветове – червен, зелен, син, като нарушенията се наричат съответно протанопия, деутеранопия и тританопия. При частичната цветна слепота всички възможни нюанси на цвета, към който окото е безчувствено, се представят като комбинация от другите два цвята.[3] Най-рядко срещаната от трите форми е тританопията.

За установяване на цветна слепота се използват многоцветни (полихроматични) табла, известни като тестове на Ишихара по името на японския офталмолог Шинобу Ишихара.